# Indohyus
Indohyus är ett släkte av nyupptäckta förhistoriska vattenlevande hovdjur tillhörande gruppen raelloiderna. Arten tros kunna vara "felande länk" till valarna.
Fossilen är 48 till 40 miljoner år gamla och de hittades i Kina, Indien och Pakistan. Typisk för arterna var en lång och spetsig nos. Ögonen var fortfarande placerad på huvudets sidor. Exemplaren hade fem fingrar vid handen och fyra eller fem tår vid bakfoten. På grund av några skelettdelar antas att arterna delvis levde i vatten. Vissa ben hade ett yttre skikt som troligtvis gjorde benen tyngre som motvikt till flytkraften. Käkarna och tänderna tyder på att arterna var växtätare. Antagligen fyllde släktet samma ekologiska nisch som dagens mushjortar.